# ماه‌گرفتگی مارس ۲۰۲۵
 یک ماه‌گرفتگی کامل اکنون در اشکال قمری مدار ماه در روز جمعه، ۱۴ مارس ۲۰۲۵ اتفاق خواهد افتاد ، ماه گرفتگی زمانی رخ می دهد که ماه به سمت سایه زمین حرکت می کند و باعث تاریک شدن ماه می شود. ماه گرفتگی کامل زمانی اتفاق می‌افتد که سمت روشن ماه به طور کامل به زیر سایه زمین می‌رود. برخلاف خورشیدگرفتگی کامل که فقط از ناحیه نسبتاً کوچکی از جهان قابل مشاهده است، ماه گرفتگی را می توان از هر نقطه در سمت شب زمین مشاهده کرد. یک ماه گرفتگی کامل می تواند تا نزدیک به دو ساعت طول میکشد، ولی در حالی که یک خورشید گرفتگی کامل در هر مکان معین تنها چند دقیقه طول می کشد، زیرا آمبرا، پنامبرا و آنتومبرا ماه کوچکتر است. 

## مشاهده
کسوف در آمریکای شمالی و آمریکای جنوبی کاملاً قابل مشاهده خواهد بود و در استرالیا و شمال شرق آسیا در حال افزایش است و در آفریقا و اروپا غروب می کند. 